# مانوئل والریو
مانوئل والریو (اسپانیایی: Manuel Valerio‎؛ زادهٔ ۱ ژانویهٔ ۱۹۴۳) بازیکن بسکتبال اهل پرو بود. وی در بازی‌های المپیک تابستانی ۱۹۶۴ شرکت کرده‌است.